# Rio Claro do Sul

Rio Claro do Sul é um distrito pertencente ao município de Mallet, localizado no estado do Paraná.

## História
Em 1884 iniciavam-se os trabalhos de medição das terras e formação de núcleos coloniais da região Sul do Paraná. Um grupo de famílias parte de Campo Largo, próximo de Curitiba, e ao passar por Palmeira, se encontraram com lavradores, procedentes de Itaiacoca, município de Ponta Grossa, formam assim 15 famílias, que marcham para a zona meridional, que penetrou no sertão bravio. São conhecidos somente três chefes das famílias: Frederico Carlos Franco de Souza, João Teixeira de Lima e Antônio Rodrigues de Lima. Cortando picadas e seguindo antigos caminhos de tropas. Após dois meses, atingiram a região localizada à margem esquerda de um rio, onde formaram um pequeno povoado, com moradias provisórias, e deram a denominação de Rio Claro, em virtude da limpidez das águas do rio. Esses primeiros povoadores das terras da futura colônia de Mallet não faziam parte do plano de colonização da província, mas dedicaram-se a agricultura e a pecuária, enfrentaram os mais difíceis problemas de sobrevivência para lavrarem a terra. Contudo, tinham elevado espírito de religiosidade e construíram no topo da colina uma capela, que era toda feita de bambus, dedicada a Nossa Senhora do Rosário. Em 1891, foi criada legalmente a colônia de Rio Claro, juntamente com outras três no Vale do Iguaçu: Palmira, Água Branca e Eufrosina.
Em 22 de novembro de 1892, foi criado o Distrito Judiciário de Rio Claro, atual Rio Claro do Sul, por ato do município de São João do Triunfo, o qual englobava esta área. Por volta de 1895, esta comunidade recebeu mais um grupo de imigrantes, sendo ucranianos, e em 1896, 800 famílias estabeleceram-se nos arredores dos núcleos de Mallet e Dorizon.

## Transporte
- Principal acesso pela PR-281[2]

## Hidrografia
- Rio Claro

Faz parte da bacia hidrográfia do Rio Iguaçu.